# Catacresi
La catacresi (dal greco κατάχρησις, «abuso», derivato da καταχράομαι, «abusare»; anche abusione o acirologia) è una metafora non più avvertita come tale, in quanto normalizzata, istituzionalizzata ed entrata nella lingua quotidiana.
Nella continua evoluzione della lingua e di fronte alla necessità di designare oggetti o anche situazioni nuove, e dunque in caso di cosiddetta inopia verborum ('assenza di parole'), è possibile che la catacresi giunga in aiuto della lingua stessa, conferendo a un nuovo oggetto il nome di uno già designato che ricorda o che rimanda in qualche modo a quello nuovo. La catacresi è quindi impiegata per designare qualcosa per cui la lingua non offre un termine specifico.
Alcuni esempi:
- "la gamba del tavolo"
- "il collo della bottiglia"